# 永遠のいのち
- 永遠のいのち
- 永遠の命
- 永遠の生命

永遠のいのち（古希: αἰώνιος ζωή、古代ギリシア語ラテン翻字: aiōnios zōē、英: Eternal life）とは、ゾロアスター教、ユダヤ教、キリスト教、イスラームなどにおける、肉体の死後も続く命を指す言葉である。

## 概要
永遠の命は、ゾロアスター教、ユダヤ教、キリスト教、イスラム教などにおける概念である。聖書の最古の正典であるモーセ五書では、永遠の命は神のみに想定され、人間への想定には否定的である。しかし、旧約聖書の後期の文書では、「義人」には神が彼らを永遠に生かすという見通しが与えられる。新約聖書には人間の永遠の命についての記述が数多く含まれている。ヨハネ文書によると、イエスの言葉を聞いて神を信仰する者は、永遠の命に至っている。クルアーンでは、永遠の命はアッラーにおいて決定される。

## ゾロアスター教
ゾロアスター教の終末論では、善神群と悪神たちとの闘争後、最後の審判で善の勢力が勝利すると考えられ、その後、新しい理想世界への転生が説かれる。そして、そのなかで人は、生涯において善思・善語・善行の3つの徳（三徳）の実践を求められる。人はその実践に応じて、臨終に裁きを受けて、死後は天国か地獄のいずれかへか旅立つと信じられた。世界の終末には総審判（「最後の審判」）がなされる。そこでは、死者も生者も改めて選別され、すべての悪が滅したのちの新世界で、最後の救世主によって永遠の生命をあたえられる。

## ユダヤ教・ヘブライ語聖書
ヘブライ語聖書（または旧約聖書）では、永遠の命は神の性質として強調される。申命記によれば神はこう言ったとされる。「私は天に向かって手を上げて誓う、私は永遠に生きる…」。またダニエル書では、ネブカドネザル2世がこう言ったとされる。「私は永遠に生きておられる方、その支配が永遠の支配であり、その王国が世代から世代へと継承される方を称え、賛美した」。反対に、被造物についてはその命の有限性が強調される。
人間の永遠の命に関しては創世記で語られているものの、否定的である。人が禁じられた善悪の知識の木から食べた以上、さらに「彼が手を伸ばして命の木からも取って食べ、永遠に生きることがないように」。この通り、創世記は、もし人間がエデンの園の命の木の実を食べたならば永遠に生きると示唆している。しかしこれは神の意志に一致せず、実現しなかった。アダムとイブはその実を食べる機会を与えられず、楽園から追放された。創世記は「彼の寿命は120年となるだろう」と言っている。
紀元前3世紀の『伝道者の書』（コヘレト書）の著者は、人間の永遠の命について、疑問と懐疑を表明した。彼は、地上の生物の「息」の有限性を悲観的に綴っている。著者がここで使用した「息」という言葉は、当時の一般的な表現に従って、身体、ひいては生き物の生命、そして生き物そのものを活気づける力のことを指す。

### 後期
一方で、楽観的な見方は、旧約聖書後期の3つの著作に見られる。紀元前2世紀に遡るダニエル書、紀元前1世紀の知恵の書、および第二マカバイ記である。後の2つの著作は、カトリックでは第二正典として、プロテスタントでは外典として認められている。この後期の文献の中で、ヘレニズム期のユダヤ人たちは、神は義なる僕たちが死によって滅びることを許さず、永遠の命を与えることで彼らに報いる、という信仰を表明した。死者の復活はダニエル書で次のように宣言されている。
「地の塵の中に眠る者のうち、多くが目覚める。ある者は永遠の命に、ある者は恥辱と永遠の軽蔑に。聡い者は天が輝くように輝くだろう。そして多くの者を義に導く人々は永遠に星のように輝くだろう。」—ダニエル書
12章2–3節
同様の内容が知恵の書にもある。「しかし義人は永遠に生き、主は彼らに報い、いと高き方は彼らを顧みられる。」第二マカバイ記7章にも、神の律法のために死んだ者への永遠の命と、傲慢な者への正当な報いについて記述がある。義人は不死の希望を確信するが、悪人の運命は永遠の死か地獄であるとされる。

## キリスト教・新約聖書
人が持つ生物学的ないのちとは種類を異にするいのちで、「キリストのいのち」「御霊のいのち」などとも呼ばれる。

### 新約聖書の記述
聖書では、同じ用語が、文脈によって異なった面から語られることがしばしばあり、「永遠のいのち」に関しても同様である。

#### 共観福音書
共観福音書には命（古希: ζωή）という言葉が15回登場し、そのうち8回には"永遠の"（古希: αἰώνιος）という形容詞が係っている。
共観福音書、つまりマタイ・マルコ・ルカの3福音書が救済について言及している部分と、ヨハネによる福音書が永遠の命について言及している部分には、以下に示すように類似点がある。
- 「私のために自分の命を失う者は、それを見出すだろう。」– マタイ16:25
- 「私のために、また福音のために自分の命を失う者は、それを救うだろう。」 – マルコ8:35
- 「私のために自分の命を失う者は、それを救うだろう。」 – ルカ9:24
- 「この世で自分の命を憎む者は、それを保ち永遠の命に至るだろう。」 – ヨハネ12:25

ルカによる福音書では、10章25節で律法学者がイエスに「永遠の命を受け継ぐには何をする必要があるか」と尋ねる。これに対してイエスは、善きサマリア人のたとえを話す。
マタイによる福音書では、永遠の命について言及がある箇所は、19章16節・19章29節・25章46節である。裕福な青年がイエスに、永遠の命を得るために何をすればよいかと尋ねたところ、イエスは戒めを守るよう彼に言った。同じ文脈でイエスは、「神の国」に入ることに触れている。

#### ヨハネ文書
ヨハネによる福音書の「永遠の命」の概念は共観福音書の理解と多少異なる。ヨハネによる福音書の著者は、永遠の命の理解を単に未来的なものではなく、現在のものとしても提示している。イエスの言葉を聞いて神を信じる者は「死から命に移っている」ため、現在だけでなく未来永劫においても永遠の命に至っている。
「まことに、まことに、私はあなたがたに言う。私の言葉を聞き、私を遣わした方を信じる者は、永遠の命を持っている。そして、裁きに入ることなく、死から命へと移っている。」 —ヨハネによる福音書5章24節
全体として、新約聖書は永遠の命の実現に関して、現在と未来のバランスをとっている。信者はすでに死から永遠の命に移っているが、これは将来的に完全に実現するものとされる。
改革福音派の神学者D・A・カーソンは、信者は「復活の命のような何かを経験するために最後の日まで待つ」必要はないと結論づけている。ジョージ・エルドン・ラッドは、神の王国と同様に、永遠の命は「来世に属する終末論的な賜物であるだけでなく、旧世で受けるべき賜物でもある」と指摘している。
神は信じる者に永遠の命を与えているが、イエスを拒絶すれば滅ぶ (απόληται) 可能性は残る。「御子を信じる者は永遠の命を持つ。しかし、御子に従わない者は命を見ることがなく、神の怒りがその上にとどまる。」
また、もう一つの観点は次の節に示されているものである。
唯一の真実の神であるあなたを知り、またあなたが遣わされたイエス・キリストを知ること、これこそが永遠の命である。 —ヨハネによる福音書17章3節
永遠のいのちとは「唯一のまことの神とイエス･キリストとを知ることです」（ヨハネ17:3）とあるように、永遠のいのちはキリストを通して（ヨハネ14:6）いのちの源である神との人格的な交わりを持つことにある。キリストの葡萄の幹とその枝とのたとえ（ヨハネ15:1～12）は、このことを教えている。

#### パウロ書簡
パウロ書簡では、永遠の命はキリストの位格において可能となり、神の恵みとキリストへの信仰を通して人は永遠の命という賜物を受け取ることができるとされる。ガラテヤの信徒への手紙6章8節にあるように、パウロにとって、将来の永遠の命は現世における聖霊の内住の結果として到来する。パウロは永遠の命と罪を、次のように対比させている。
「罪から来る報酬は死である。しかし神の賜物は、私たちの主キリスト・イエスにある永遠の命である」。
パウロにとって「永遠の命」は将来の所有であり、信者の終末論的目標である。 パウロはテモテへの第一の手紙で、「信仰の戦いを勇敢に戦い、永遠のいのちを獲得しなさい」と勧めている。またパウロは、永遠の命は単に獲得すべきものではなく、神からの賜物であると強調している。
信者がキリストにふさわしく、世にあって罪に打ち勝って生きることができるのは、単に人間的な努力によるのではなく、永遠のいのち、キリストにあるいのち、御霊のいのちに与っているからである。

### 教派の教義および神学

#### 古代〜中世およびカトリック
永遠の命の教義はキリスト教の基本信条に含まれている。使徒信条には「我は永遠の生命を信ず」という記述が含まれる。ニカイア・コンスタンティノポリス信条には、「そして私は来るべき世の命を待ち望む」とある。アタナシウス信条は「善を行った者は永遠の命に入り、悪を行った者は永遠の火に入る」と告白する。ここでも「永遠の命」は「永遠の至福」と同義であり、「呪われた者」の永遠の存在は含まれていない。
教父たちの時代、永遠の命について議論する際、焦点はその性質にあった。人々はそれを平和、至福、救い、特に地上の悪や危険からの自由と結びつけた。反対に、地上で体感されるのと同質の時間が無限に持続するという考えは、永遠についての不十分な理解であると考えらた。教父アウグスティヌスは、「至福の生」においては、ある一日が始まったり他の一日の終わったりすることはないと書いている。この存在様式のもとでは生に終わりがなく、すべての日々の全体が同時に存在するとされる。古代ローマ末期の哲学者ボエティウスの定義によれば、永遠とは無限の命を同時に完全に所有することである。
中世スコラ神学では、神の永遠性が、信者に約束された永遠の命を理解するための出発点となった。不変性は永遠の主な特徴として強調された。13世紀の神学者であり哲学者であるトマス・アクィナスは、被造物の永遠の命を、永遠への参与、つまり神の不変性への参与として解釈した。しかしトマスは、真の意味における不変性は神だけに帰されると考えていたため、この参与は必然的に限定されると考えた。

#### プロテスタント
改革派神学では『「永遠の」いのち』であるので、一度それに与ったなら、そのいのちは失われることはないと教える。そこから信仰者の永久保全という教理が導き出される。
アルミニアン神学では、聖書が信仰からの脱落・背教の危険を警告しているので、永遠のいのちを失う可能性を否定できないと判断している。ただ背教の可能性はあっても、神の御守りによって永遠のいのちへの条件である信仰を失わないでいることができるとも教えている。

## イスラーム
イスラームでは、地上の物質的な生活は人間にとって神からの賜物であり、人間とその魂にとっては一時的な試験の段階である。身体は人間が地上で生きる間は不可欠なものだが、それは一時的なものである。一方、魂は不滅であり、死後に体から分離されると考えられている。人生の期間と終わりはアッラーによって決定され、その人またはその魂は最後にアッラーのもとに帰ることができる。したがって、死は「呼び出し」「召集」という言葉で表現される。「言え、汝を担当する死の天使が汝を呼び出す。すると汝は主のもとに帰されるだろう」。
したがって、それは無への移行ではなく、むしろ神の意志に従って命を継続することである。「わたしは、然り、わたしは死者を再び生き返らせる」。死の天使アズラーイールが呼び出しに関与する。召還の時、アッラーはアズラーイールに肉体と魂の分離を実行するよう指示する。
クルアーンは天国での命について次のように述べている。

خَالِدِينَ فِيهَا لَا يَبْغُونَ عَنْهَا حِوَلًا
「彼らはそこで永遠に住むであろう。そしてそこから移りたいと決して思わないであろう。」—スーラ・アル＝カフ（18章）108節
この節は、信仰を持つ者が天国で永遠に安らぎと喜びを得ることについて記述している。